# Karol G
Carolina Giraldo Navarro, känd professionellt som Karol G, född 14 februari 1991 i Medellín, är en colombiansk sångerska, som anses vara en av de mest inflytelserika artisterna inom reggaeton- och urbanmusikbranschen. Hon har mottagit flera utmärkelser, såsom en Grammy Award, fem Latin Grammy Awards och fyra Billboard Music Awards. Hon innehar även fem världsrekord, som alla har hamnat i Guinness rekordbok.
Karol G, vars riktiga namn är Carolina Giraldo Navarro, är född och uppvuxen i Colombias näst största stad Medellín. Hon påbörjade sin karriär som tonåring genom att medverka i den colombianska spinoffen av TV-programmet The X Factor. Hon flyttade sedan som tjugotreåring år 2014 till New York för att lära sig mer om musikindustrin, och fick därefter ett skivkontrakt hos Universal Music Latino. Hennes genombrott kom år 2017, då hon och den puertoricanske rapparen Bad Bunny släppte samarbetssingeln "Ahora Me Llama", som sedan blev den tredje singeln på hennes debutalbum Unstoppable, som släpptes den hösten. I början av 2019 gav hon och den puertoricanske artisten Anuel AA ut duettsingeln "Secreto", som blev en hit i Latinamerika. I samband med musikvideosläppet till låten gick de ut med att de hade ett förhållande.
Karol G har i dagsläget (augusti 2024) släppt fyra album, Unstoppable (2017), Ocean (2019), KG0516 (2021) och Mañana Será Bonito (2023). Hon har ett förhållande med den colombianske musikern Feid sedan 2023, efter att hon och Anuel AA hade brutit sin förlovning i april 2021.

## Diskografi
- Unstoppable (2017)
- Ocean (2019)
- KG0516 (2021)
- Mañana Será Bonito (2023)
- Tropicoqueta (2025)